# Theodosius Mar Thoma
Pour les articles homonymes, voir Thoma.
Theodosius Mar Thoma (né le 19 février 1949 à Quilon (Kerala) en Inde est le primat actuel de l'Église malankare Mar Thoma depuis le 14 novembre 2020.